# آگاپانتوس
آگاپانتوس (نام علمی: AGAPANTHUS ORIENTALIS)، عضوی از گروه خانواده سوسنیان و بومی منطقه آفریقای جنوبی می‌باشد.
از نام‌های دیگر این گیاه می‌توان به سوسن آفریقایی (به انگلیسی: AFRICAN LILY) اشاره کرد.
گل‌های توپی‌شکل این گیاه یکی پس از دیگری در سراسر تابستان ظاهر می‌شوند. تا زمانی که دور از سرمای زمستان باشد، هیچ مشکل دیگری در پرورش این گیاه نیست. تا بهار به آب کم نیاز دارد. از بهار به بعد با دادن آب و مواد غذایی رشد خود را آغاز می‌کند. گلدان آن را عوض نکنید زیرا محیط پر ریشه مناسب‌تر است.